# NGC 5020
NGC 5020 è una galassia a spirale barrata a circa 176 milioni di anni luce in direzione della costellazione della Vergine. Con le galassie PGC 45741 e PGC 45750, forma il piccolo gruppo LGG 335.
Ha una magnitudine apparente nel visibile pari a 10,8 e dimensioni di 3,10 × 2,7 arcominuti.
NGC 5020 fu scoperta da William Herschel il 12 aprile 1784.
È stata sede delle supernove SN 1991J (di tipo II) e SN 2015D (di tipo IIP).